# أرييه إلحناني
أرييه إلحناني    (1898 – 1985) معماري إسرائيلي. حصل على جائزة إسرائيل في مجال الهندسة المعمارية في عام 1973 «لمساهمته في تشكيل الثقافة الإسرائيلية».

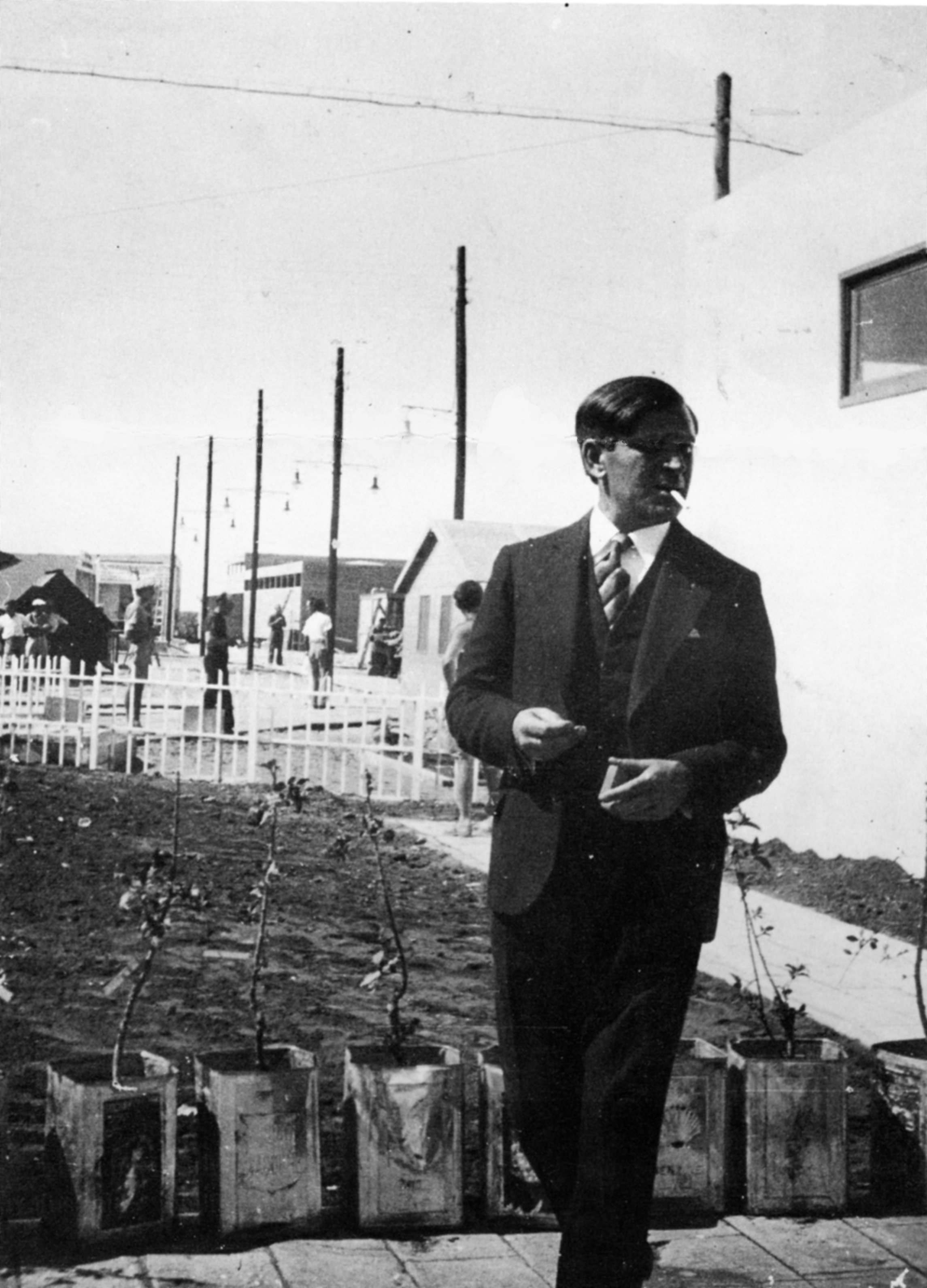
إلحناني في معرض بلاد الشام ثلاثينيات القرن الماضي

## حياته
ولد إلحناني في عام 1898 في مدينة بولتافا التي كانت جزءا من الإمبراطورية الروسية (وهي اليوم عاصمة إقليم بولتافا في وسط أوكرانيا).

### دراسته
بين عامي 1913 و 1917 درس إلحناني الهندسة المعمارية في مدرسة كييف للفنون والعمارة.

### فنان طليعي
في عام 1917 انضم إلى مجموعة فنانين من خاركوف صمم معهم ملصقات دعائية ثورية.  وشارك في البعثة الاستكشافية الأنثروبولوجية اليهودية بقيادة إس أنسكي في نطاق الاستيطان اليهودي، والتي كان لها تأثير كبير على الفن الروسي اليهودي الطليعي. 

## هجرته إلى فلسطين
في عام 1922 هاجر إلحناني إلى فلسطين تحت الانتداب   حيث استقر في القدس.

### التصميم المسرحي
في عشرينيات وثلاثينيات القرن الماضي، صمم إلحناني مجموعات وأزياء للمسرحيات وقام بتصميم المجموعة الخاصة للمسرحية الأولى لمسرح أوهيل، وكان أحد المصممين لمعرض أوهيل الثاني لعام 1927. 

### تصميم المعرض التجاري

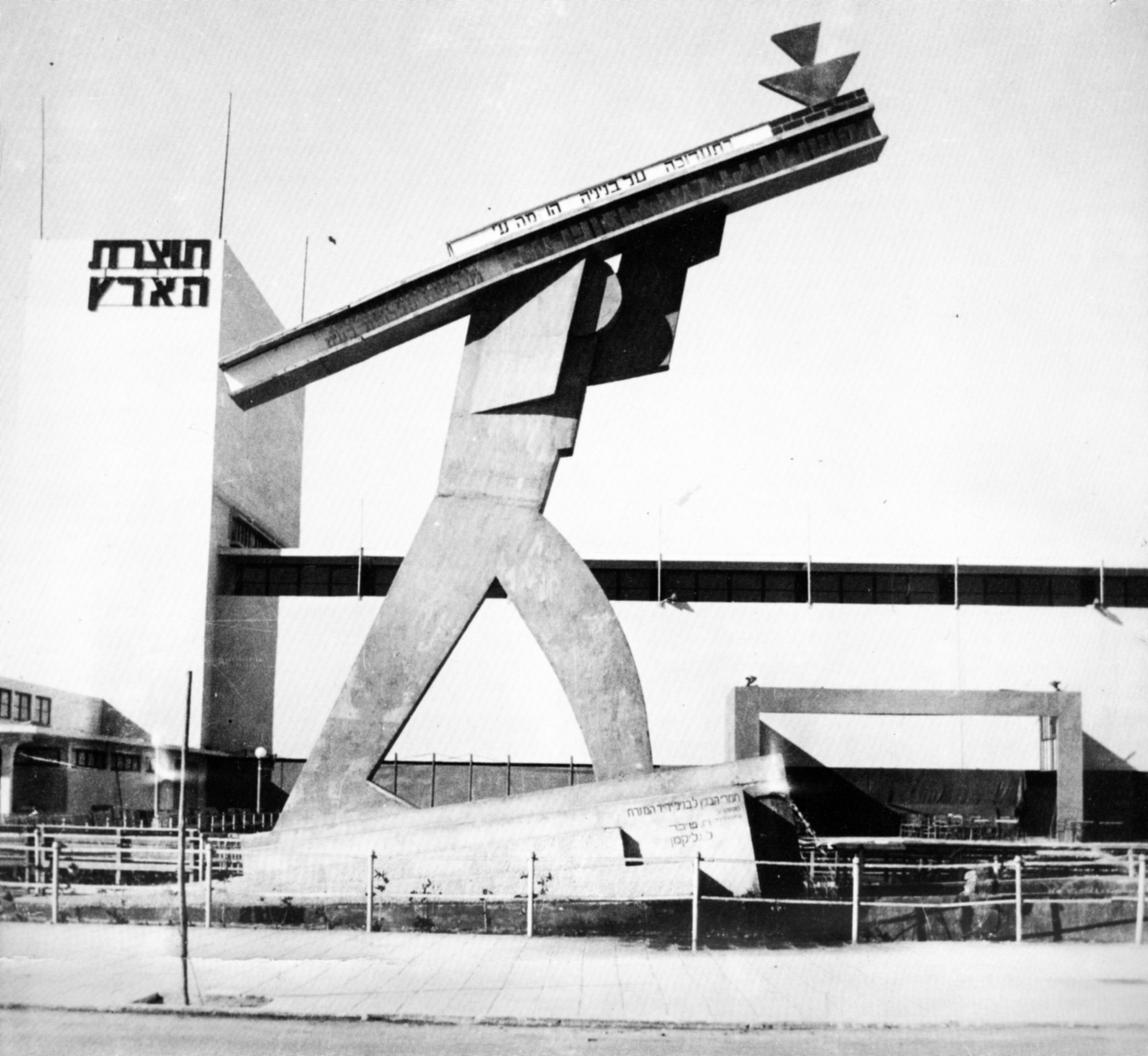
تمثال "العامل العبري" في معرض بلاد الشام، ج. 1934

وجد إلحناني عملاً كمصمم معارض تجارية.  وفي عام 1934 قام بتصميم وإدارة موقع معرض بلاد الشام في تل أبيب. وجعله هذا مسؤولاً عن تصميم بعض المباني والمنحوتات في المعرض، وتحديداً تصميم رمز المعرض، الجمل الطائر.   ومن أجل المعرض، ابتكر تمثالًا بارتفاع 8 أمتار بأسلوب «البنائية الروسية»، ويُعرف باسم «العامل العبري»،  تم تشييده في عام 1934 وتم ترميمه في عام 1989 عندما تم استبدال المادة الأصلية، الحديد، بالخرسانة والفولاذ.. كما صمم أجنحة للمعارض التجارية في الخارج.  وصمم مبنى مركز المؤتمرات في تل أبيب. [محل شك]

### العمارة

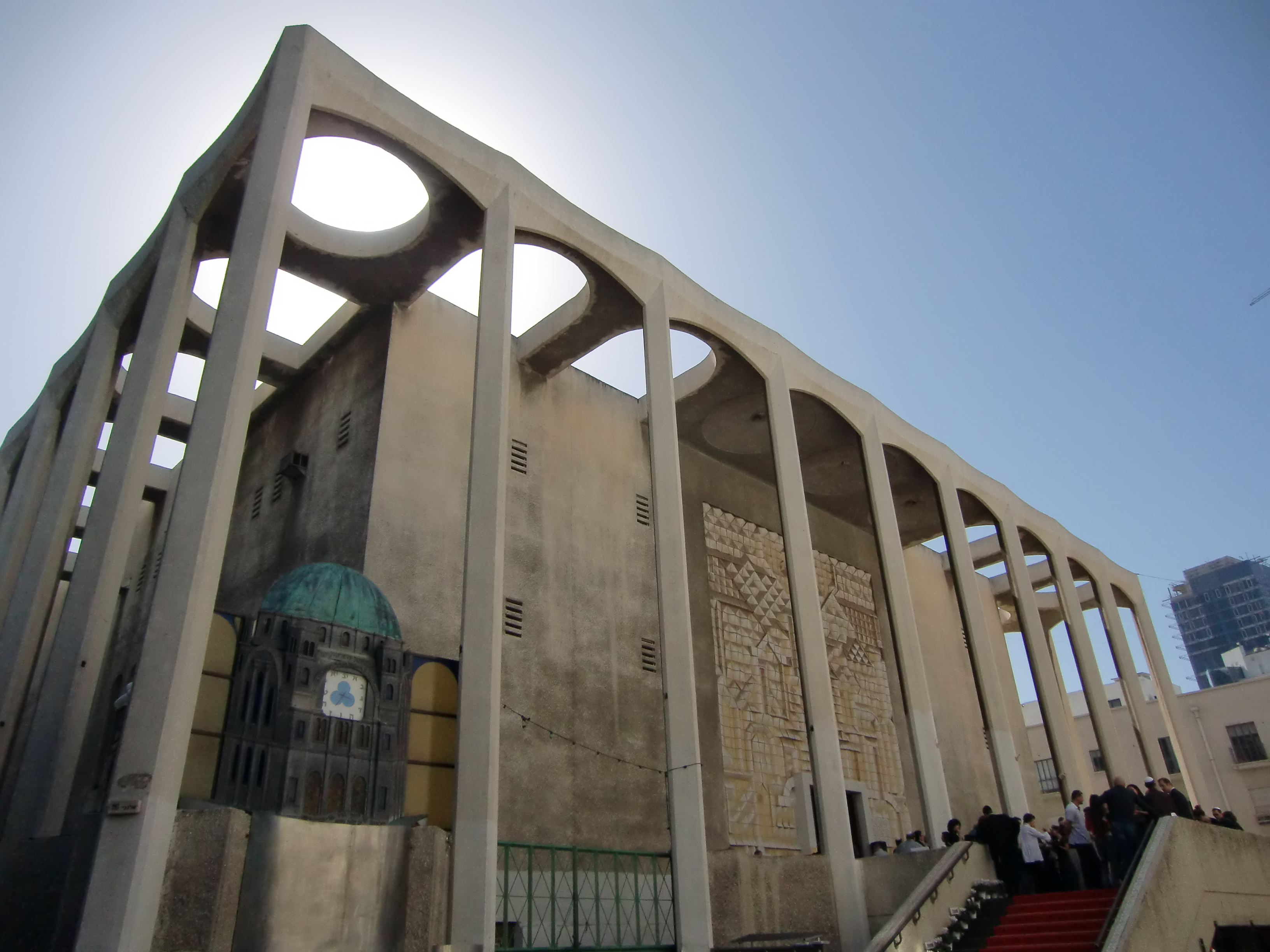
المعبد اليهودي الكبير (تل أبيب) بعد إعادة البناء الأساسية التي قام بها إلحناني (1969)

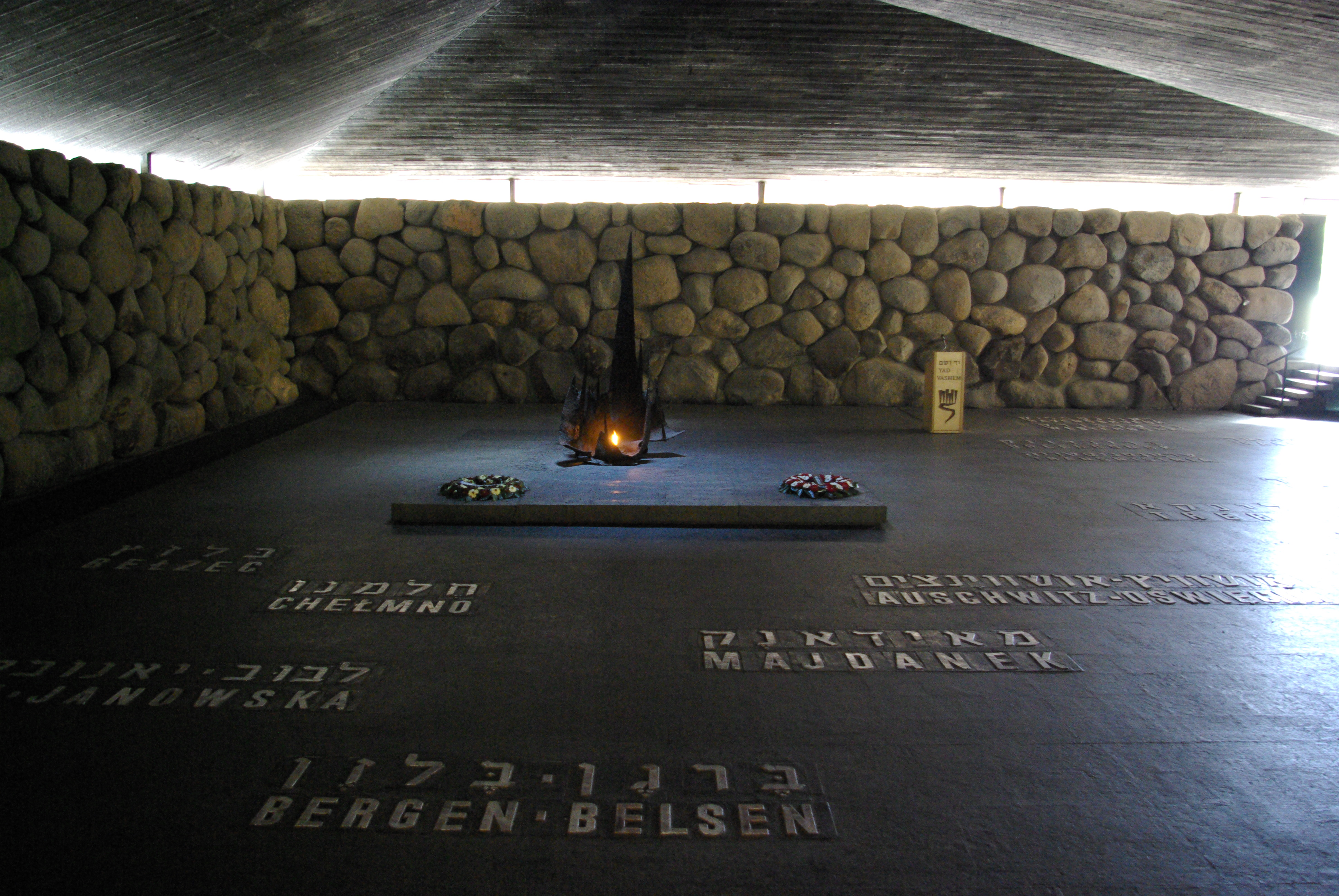
ياد فاشيم، قاعة الذكرى

صمم إلحناني عددًا من المباني، أصبح بعضها أيقونياً في إسرائيل.
ففي ياد فاشيم، النصب التذكاري الوطني للمحرقة، صمم إلحناني قاعة الذكرى (1957-1961) بالاشتراك مع أرييه شارون وبنيامين إيدلسون، وشارك في لجنة التحكيم في مسابقة التصميم لـ «وادي المجتمعات المدمرة».  
وقام بتصميم قاعة المحاضرات في بلدية كفار سابا، وبرج «غان حائير» في تل أبيب، والعديد من مباني معهد وايزمان للعلوم منها «مكتبة ويكس» 1957 وهي أحد الأعمال التي اشتهر بها.  وتتضمن مشاريعه الأخرى في معهد وايزمان: مبنى جاكوب زيسكيند (بالاشتراك مع إسرائيل ديكر وأورييل شيلر في عام 1947، وفقًا لرسم تخطيطي صممه إريك مندلسون)،  ومبنى إسحاق ولفسون (1953)، ومركز المؤتمرات العصري (ذي الأسلوب الوحشي) (1958)،  ومنزل تشارلز كلور الدولي (بالاشتراك مع نيسان كنعان، 1963)،   والمبنى الإدراي الحجري (بالاشتراك مع نيسان كنعان، 1966). 
وبعد مشاريع معهد وايزمان الأولى، واصل إلحناني تصميم مبانٍ أخرى لمعاهد التعليم العالي، مثل مكتبة فورزويلر المركزية بجامعة بار إيلان (بالاشتراك مع نيسان كنعان، 1967).   

### أعمال تصميم أخرى
عمل إلحناني بجوار التصميم المعماري في مجالات أخرى مثل تصميم الديكورات المسرحية، والتصميم الجرافيكي والنحت والطباعة.
صمم إلحناني شعارات لمنظمة البلماح المسلحة شبه العسكرية قبل قيام الدولة، ولاحقًا لشعارات الجيش الإسرائيلي. 

## جوائز
- جائزة إسرائيل للعمارة، عام 1973 [8]
- وأنشأت باسمه جائزة إلحناني لدمج الفن والعمارة، وتمنحها عائلته وصندوق يهوشوا رابينوفيتش [11]

## روابط خارجية
- 16 ملصق - لأرييه إلحناني معظمها من عشرينيات وثلاثينيات القرن الماضي